# William Linn Westermann

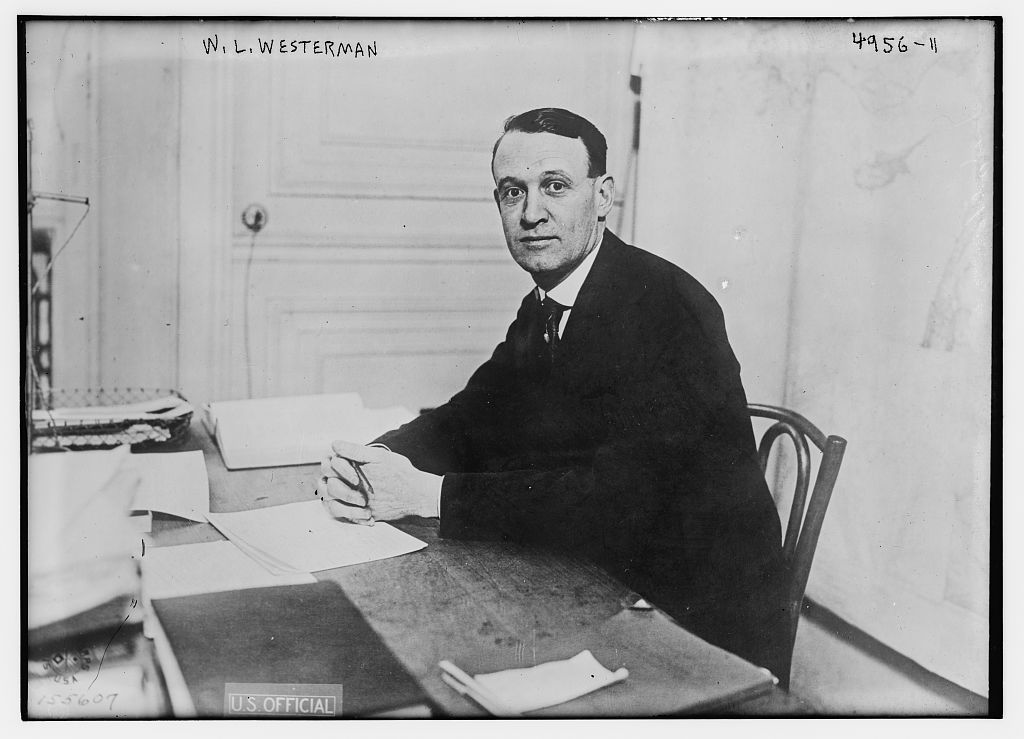
William Linn Westermann

William Linn Westermann (* 15. September 1873 in Belleville, Illinois; † 4. Oktober 1954 in White Plains, New York) war ein US-amerikanischer Althistoriker und Papyrologe, der an der University of Missouri (1902–1920), an der Cornell University (1920–1923) und an der Columbia University (1923–1948) tätig war. Er war einer der führenden Papyrologen seiner Zeit, der die umfangreiche Papyrus-Sammlung der Columbia University durch grundlegende Editionen der Öffentlichkeit zugänglich machte und das Material für weitreichende wirtschafts- und sozialgeschichtliche Studien nutzte. Er war ein Experte auf dem Gebiet der antiken Sklaverei.

## Leben
William Linn Westermann studierte an der University of Nebraska, wo er 1894 den Bachelorgrad und 1896 den Mastergrad erreichte. Während seiner Graduate Studies arbeitete er bereits als Assistant Professor of Latin an der University of Wisconsin. Nach dem Abschluss seiner Studien unterrichtete er Latein an der High School in Decatur (Illinois). Von 1899 bis 1902 unternahm er eine längere Bildungsreise nach Europa. Er vertiefte seine Studien an der Berliner Universität, wo er 1902 bei Hermann Diels mit einer medizinhistorischen Dissertation promoviert wurde.
Nach seiner Rückkehr in die USA arbeitete Westermann als Instructor of Latin and Greek an der University of Missouri, wo er 1906 zum Assistant Professor of History ernannt wurde. Er engagierte sich auch außerhalb des akademischen Bereichs. Wegen seiner Kenntnis der Verhältnisse in Griechenland und dem Osmanischen Reich war er Mitglied mehrerer amerikanischer Delegationen, die im bewaffneten Konflikt der beiden Staaten von 1918 bis 1923 vermittelte. So nahm er beispielsweise 1918/19 an der Pariser Friedenskonferenz teil, bei der die territorialen Streitigkeiten zwischen Griechenland und dem Osmanischen Reich formal beigelegt wurden (im Vertrag von Neuilly-sur-Seine).
Westermanns akademische Laufbahn nahm währenddessen an Fahrt auf. 1920 erhielt er einen vollwertigen Lehrstuhl an der Cornell University als Professor der Alten Geschichte. Er blieb dort drei Jahre lang, ehe er 1923 an die Columbia University wechselte, wo er bis zu seiner Emeritierung 1948 blieb. Von 1922 bis 1933 war er zusätzlich Trustee der American Academy in Rome, an der er 1926/27 als Gastprofessor Lehrveranstaltungen abhielt. 1944 war er Präsident der American Historical Association. Im Ruhestand lehrte Westermann als Gastprofessor an der Universität Kairo (1949) und in Alexandria (1953/1954). Seit 1944 war er Mitglied der American Philosophical Society. Zu seinen Schülern gehören unter anderen Moses I. Finley, Naphtali Lewis und Meyer Reinhold.

## Wissenschaftliches Werk
Westermann gehörte zu den ersten Vertretern der Papyrologie in den Vereinigten Staaten und gleichzeitig zu den führenden Papyrologen seiner Zeit. Sein Interesse an diesem Gebiet war während seiner Berliner Studienzeit aufgekommen. Nach seiner Berufung an die Columbia University edierte Westermann deren umfangreiche Sammlung nichtliterarischer Papyri und führte in zahlreichen Publikationen vor, wie die Alte Geschichte von der Papyrologie profitieren konnte. Sein Schwerpunkt lag auf der Erforschung der hellenistischen und kaiserzeitlichen Dokumente Ägyptens. Dabei beschäftigte er sich intensiv mit der Wirtschafts- und Sozialgeschichte des römischen Ägyptens, deren Kenntnis durch Papyrusfunde entscheidend bereichert wurde. In seinem Buch Upon Slavery in Ptolemaic Egypt (1929) wandte er sich gegen die von Michael Rostovtzeff und Ulrich Wilcken vertretene Ansicht, dass in Ägypten Sklaven nur als Hausgehilfen und nicht in der Landwirtschaft und dem produzierenden Gewerbe eingesetzt wurden. Als international anerkannter Fachmann auf diesem Gebiet verfasste er in den 1930er Jahren den Artikel „Sklaverei“ für Paulys Realenzyklopädie der klassischen Altertumswissenschaft (RE).
Für seine Verdienste erfuhr Westermann reiche Anerkennung. Er war Ehrendoktor der University of Nebraska (LL. D. 1938), der University of Chicago (L. D. 1941) und der University of Missouri (LL. D. 1943).

## Schriften (Auswahl)
- De Hippocratis in Galeno memoria quaestiones. Berlin 1902 (Dissertation)
- mit Caspar J. Kraemer: Greek Papyri in the Library of Cornell University. New York 1926 (Columbia University Series. Greek Papyri 1)
- Upon Slavery in Ptolemaic Egypt. New York 1929
- mit Clinton W. Keyes: Greek Papyri. Columbia University Series II. New York 1931 (Columbia University Series. Greek Papyri 2)
- mit Clinton W. Keyes: Tax Lists and Transportation Receipts from Theadelphia. New York 1932
- mit Elisabeth Sayre Hasenoehrl: Zenon Papyri. Business Papers of the Third Century B.C. Dealing with Palestine. 2 Bände, New York 1934–1940 (Columbia University Series. Greek Papyri 3–4)
- Sklaverei. In: Paulys Realencyclopädie der classischen Altertumswissenschaft (RE). Supplementband VI, Stuttgart 1935, Sp. 894–1068 (übersetzt von Elisabeth Jülicher und Walther Abel).
- mit A. Arthur Schiller: Apokrimata. Decisions of Septimius Severus on Legal Matters. New York 1954
- The Slave Systems of Greek and Roman Antiquity. Philadelphia 1955 (Memoirs of the American Philosophical Society 40)